# Partei der deutschsprachigen Belgier
Partei der deutschsprachigen Belgier, ve zkratce PDB (v překladu do češtiny Strana německojazyčných Belgičanů), je regionální strana německojazyčných Belgičanů. Byla založena v roce 1971 a jejím hlavním cílem je obrana identity německojazyčných Belgičanů. Předsedou strany je Guido Breuer. Strana je členem Evropské svobodné aliance.
PDB se chápe jako demokratická, pluralistická, federalistická a sociální. Požaduje úplné zrovnoprávnění německojazyčného společenství Belgie ve vztahu k Nizozemskojazyčnému společenství Belgie a Francouzskojazyčnému společenství Belgie. Příslušnost Německojazyčného společenství k Belgii jako státu nezpochybňuje.